# Chakassien

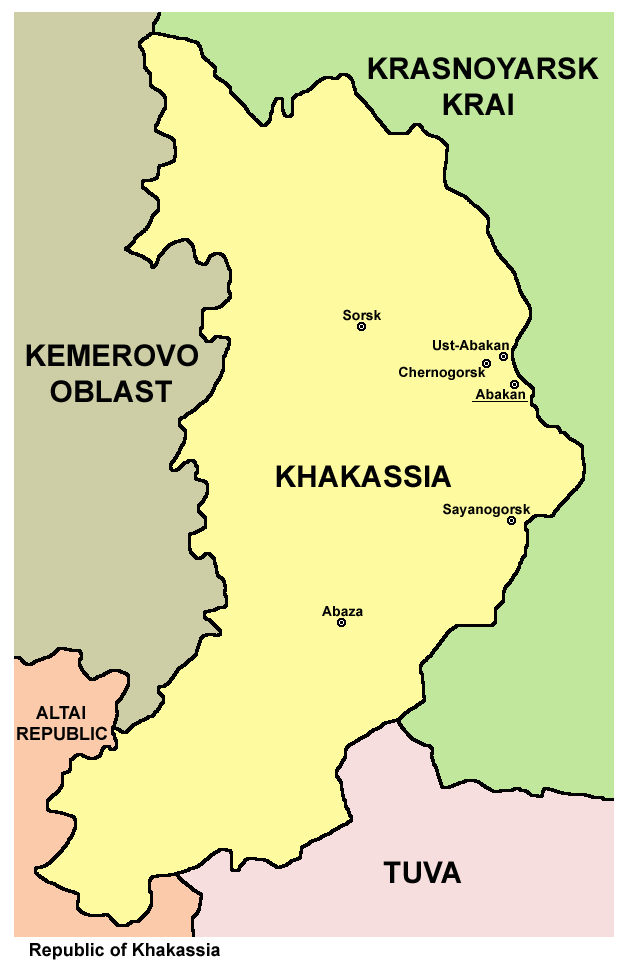
Karta över Chakassien.

Chakassien (ryska: Хакасия, officiellt: Республика Хакасия, "Respublika Chakasija"; chakassiska: Хакас Республиказы, "Chakas Respublikazy") är en delrepublik i södra Sibirien i Ryssland. Chakassien hade 534 795 invånare vid folkräkningen 2021, på en yta av 61 569 km². Abakan är delrepublikens huvudstad och största stad. Andra stora städer är Tjernogorsk och Sajanogorsk. En mindre stad är Abaza, främst känd för utvinningen av järnmalm. Republikens president är Valentin Konovalov sedan 2018.
Vid folkräkningen 2021 var 82,14 % av befolkningen ryssar, 12,71 % chakasser, 0,65 % volgatyskar, 0,47 % tuviner och 0,41 % ukrainare.